# Бондфилд, Маргарет
Маргарет Грейс Бондфилд (17 марта 1873, Чард, Сомерсет — 16 июня 1953, Sanderstead, Большой Лондон) — британская политическая деятельница, член Лейбористской партии, министр во втором правительстве Рамсея Макдональда, первая женщина-министр в истории Великобритании.

## Биография
Была одиннадцатым ребёнком в семье Уильяма и Энн Тейлор Бондфилов. Получила лишь небольшое образование, в 14 лет начала работать в магазине Draper. В 1894 году переехала в Лондон и была избрана в районный совет профсоюза работников магазинов.
В 1896 году по заданию Женского промышленного совета проводила исследование по заработной плате и условиях труда в магазинах. Доклад по итогам этого исследования был опубликован в 1898 году. В том же году была избрана секретарём профсоюза работников магазинов, в 1908 году — секретарём Женской лиги труда (ЖЛТ). 
В разгар Первой мировой войны посетила Берн в качестве представителя Женской лиги труда для участия в конференции женщин-социалисток, выступавших против войны. Там она выступила против Владимира Ленина, который предлагал участникам конференции проголосовать за вооруженную революцию. Маргарет Бондфилд и другой делегат ЖЛТ, Ада Солтер, упорно стояли на своем, и идеи Ленина не нашли широкой поддержки.
В 1923 году стала председателем Генерального совета Конгресса трейд-юнионов (став первой женщиной на этом посту).
После двух неудачных попыток Бонфилд избралась в Палату общин в 1923 году от Нортгемптона, но потеряла место там уже в 1924 году. Вернулась в парламент в 1926 году, выиграв довыборы от Уоллсенда. В 1929—1931 годах была министром труда. Выборы 1931 года проиграла и потеряла тем самым место в парламенте. Потерпела также поражение на выборах 1935 года.
В 1939—1945 годах была президентом Женской группы общественного блага. Умерла в 1953 году.